# Toivakka
Toivakka est une municipalité du centre-sud de la Finlande, dans la région de Finlande-Centrale et la province de Finlande occidentale.

## Géographie
Toivakka se situe en rive orientale du lac Päijänne, au cœur d'un paysage vallonné.
Bien qu'assez proche de la capitale régionale Jyväskylä (37 km), à laquelle elle est reliée par la route nationale 4 (E75), la commune n'a rien d'une municipalité de banlieue. Elle reste très rurale et dépend largement de l'exploitation de la forêt. Elle est aussi traversée par la nationale 13.
Dans le cadre d'une politique globale visant à réduire le nombre de communes en Finlande, une fusion avec sa voisine Leivonmäki est à l'étude.
Les municipalités voisines sont Leivonmäki au sud, Laukaa au nord, Hankasalmi au nord-est, et enfin à l'est Kangasniemi (Savonie du Sud). On peut y ajouter les communes situées de l'autre côté du Päijänne (donc à l'ouest): Korpilahti, Muurame, Jyväskylä et Jyväskylän maalaiskunta.

## Démographie
Depuis 1980, la démographie de Toivakka a évolué comme suit, :
| Année      | 1980  | 1985  | 1990  | 1995  | 2000  | 2005  | 2010  |
| ---------- | ----- | ----- | ----- | ----- | ----- | ----- | ----- |
| population | 2 422 | 2 407 | 2 515 | 2 470 | 2 368 | 2 353 | 2 418 |

| Année      | 2015  | 2020  |
| ---------- | ----- | ----- |
| population | 2 431 | 2 379 |

## Galerie

L'Hauhonselkä vu de Paljaspää

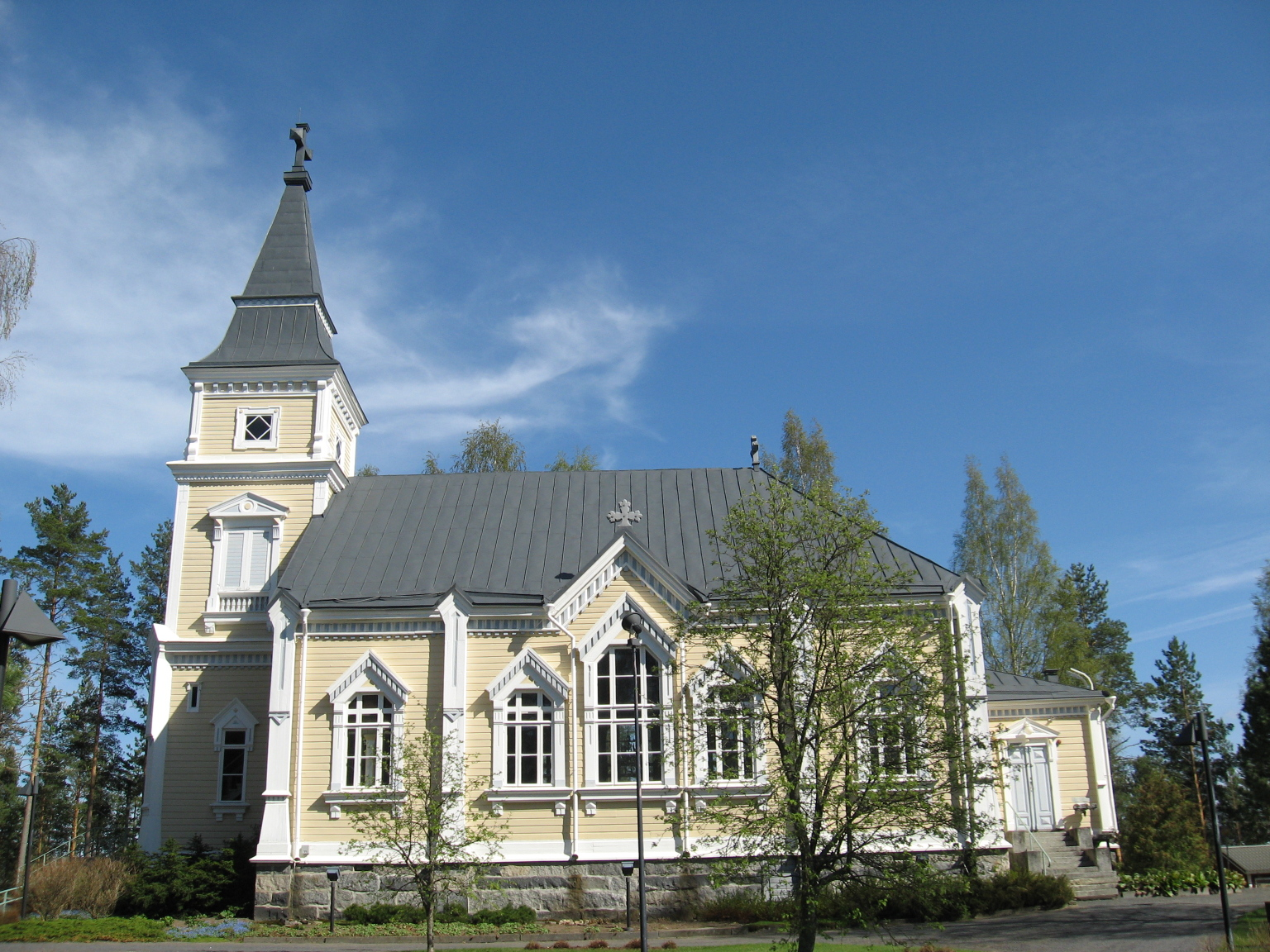
Église de Toivakka
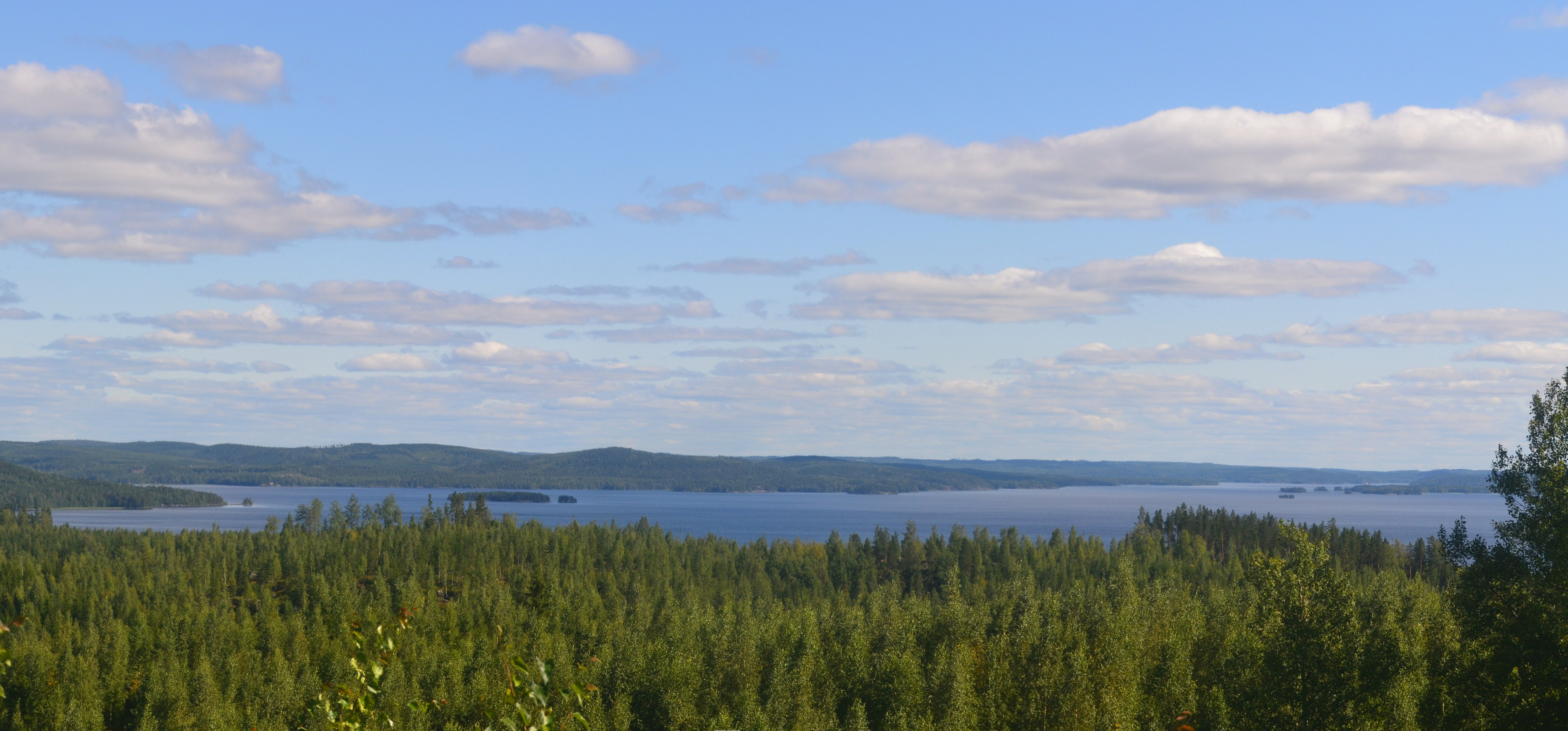
Ristinselkä du Lac Päijänne vu de Härkövuori à Muurame.
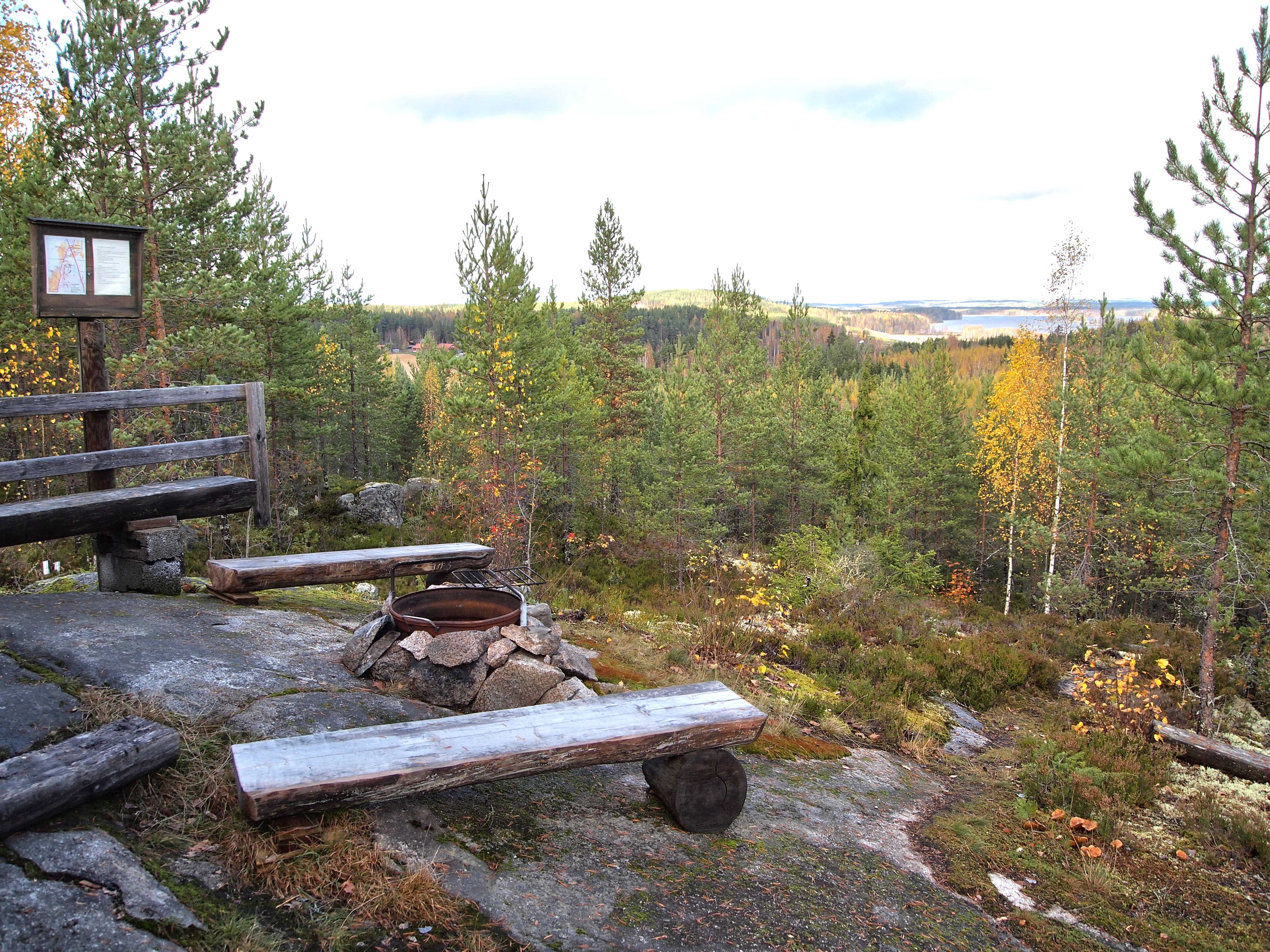
Sentier de randonnées de Viisarinmäki.
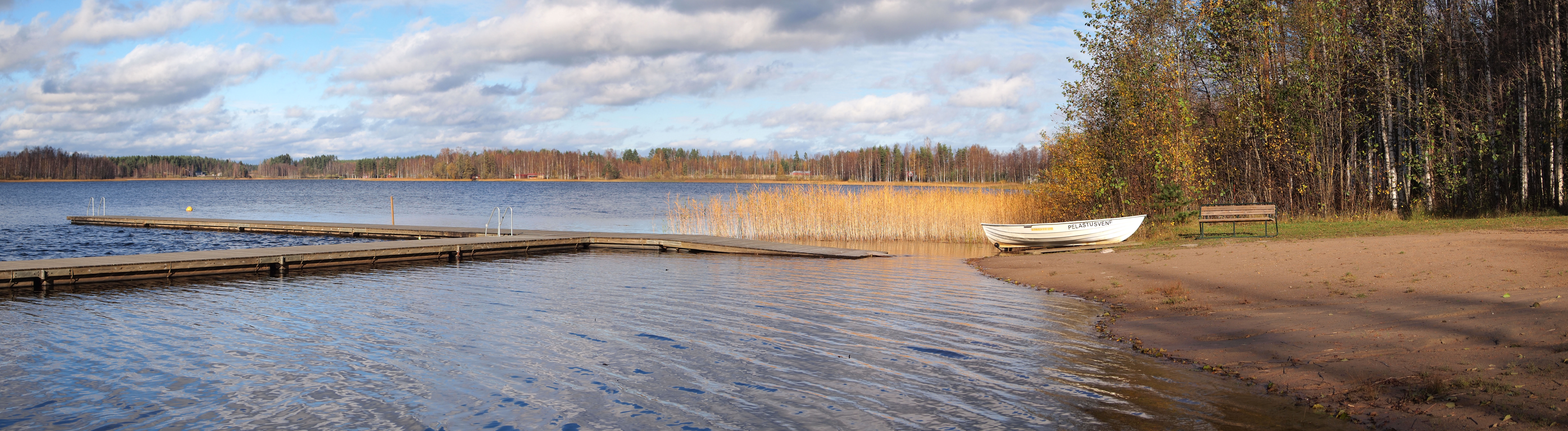
La plage de Toivakka